# Hania Luczak

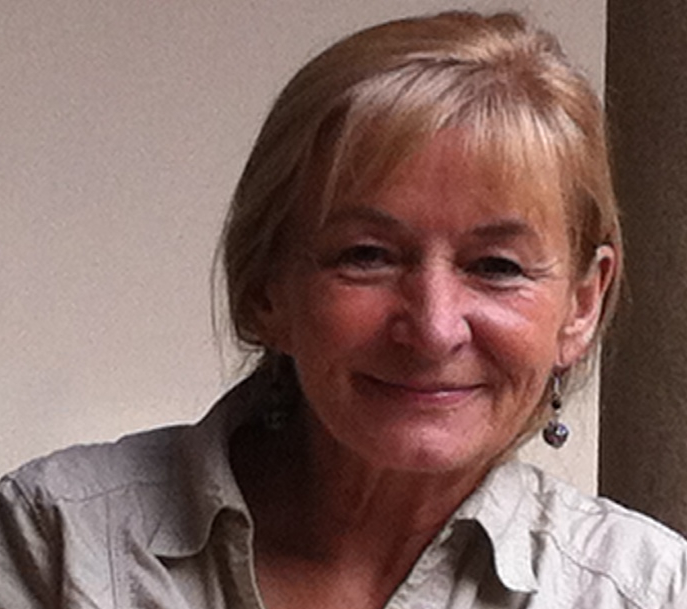
Hania Luczak (2014)

Hania Luczak (geb. als Hanna Łuczak; * 1958 in Piekary Śląskie, Polen) ist eine deutsche Wissenschaftsjournalistin und Redakteurin. Sie war von 2017 bis 2019 Vorstandsmitglied des gemeinnützigen Vereins Terre des Femmes.

## Leben
In München wurde sie in Biochemie promoviert und besuchte die Deutsche Journalistenschule. Nach vier Jahren bei der Süddeutschen Zeitung wechselte sie 1990 als Redakteurin zu Geo. Dort verfasste sie unter anderem Titelgeschichten zu Wissenschafts- und Medizinthemen und zur naturwissenschaftlichen Basis von Gesundheits- und Wellnessthemen wie Ayurveda und Yoga, sowie Reportagen aus aller Welt.  Seit 2011 ist sie Mitglied der Jury zum Deutschen Reporterpreis.

## Auszeichnungen
- 1987 Medienpreis der Deutschen AIDS-Stiftung
- 1994 Joseph-Roth-Preis
- 2001 GlaxoSmithKline-Publizistikpreis für Signale aus dem Reich der Mitte über das „Bauchhirn“. In: „Geo“ 11/2000
- 2007 Hansel-Mieth-Preis für ihre Reportage Ärzte in Not. In: „Geo“ 3/2006
- 2010 Egon-Erwin-Kisch-Preis (als Teil des Henri-Nannen-Preises) für ihre Reportage Ein neuer Bauch für Lenie. In: „Geo“, 10/2009[2]
- 2010 Inge Morath Preis für Ein neuer Bauch für Lenie
- 2010 Ludwig-Demling-Medienpreis für Ein neuer Bauch für Lenie
- 2014 Journalistenpreis des Bundes Deutscher Chirurgen für Ein neuer Bauch für Lenie

## Schriften
- Der innerer Halt: Bindegewebe, das verkannte Organ. In: „Geo“, 2/2015.
- Wie der Bauch den Kopf bestimmt. (PDF 9 Seiten, 159 kB) In: „Geo“, 11/2000.
- Taumelnde Seelen. Berichte aus dem Grenzland unserer Wirklichkeit. Quell, Stuttgart 2000, ISBN 3-7918-3402-9 (= Quell-Reportagen, Bd. 2).
- Emily Greene Balch, Friedensnobelpreis 1946. In: Charlotte Kerner (Hrsg.): Madame Curie und ihre Schwestern, Beltz, Stuttgart 1997, ISBN 978-3-407-80845-5.
- Klonierung und Charakterisierung von Plasmiden und chromosomalen Genen aus Clostridien. Dissertation, Technische Universität München 1985.